# Gruppo Simancas
Il Gruppo Simancas (1967-2007) fu un collettivo di pittori originari di Valladolid che stabilirono i loro atelier nel paese di Simancas (Valladolid). Il gruppo di artisti e intellettuali creò una dinamica di lavoro con influenze reciproche nella Valladolid degli anni Sessanta e Settanta, ampliando gli orizzonti della cultura locale.

## Formazione del Gruppo
Nel 1965, presso la galleria di Fernando Santiago ("Jacobo") (1932-2017) 1 a Valladolid, in via Miguel Íscar n. 2, iniziò un'attività di esposizioni e dibattiti.. In quel luogo si riuniva un gruppo eclettico di amici con approcci e dedizioni diverse alla pittura, che, a partire dal 1972, si stabilirono a Simancas, dove lo stesso Fernando Santiago acquistò degli spazi per trasferirvi l’attività, che si consolidò attorno a lui e a Félix Cuadrado Lomas (1930-2021), Gabino Gaona (1933-2007), Jorge Vidal (1943-2006), Domingo Criado (1935-2007) e Francisco Sabadell (1922-1971). Un giornalista, Emilio Salcedo, diede al gruppo il nome di questa località. Fernando Gutiérrez Baños, curatore della retrospettiva del 2011, sottolinea che «Non ci fu mai un gruppo chiuso né un registro con un programma definito, anche se in questi sei si può riassumere la sua essenza». Altri pittori, scultori, ceramisti e scrittori furono anche nell’orbita del gruppo, o ebbero relazioni e influenze reciproche con i suoi membri, come nel caso di Alejandro Conde López, anche lui vallisoletano, stilisticamente affine e della stessa generazione di Cuadrado Lomas o Gaona, che espose nella galleria di Fernando Santiago ma che emigra prima a Parigi e poi si stabilisce a Madrid; o Carlos León Escudero, molto giovane all'epoca, che iniziò la sua carriera sotto la protezione del gruppo. Il Gruppo Simancas praticamente scomparve con la morte in breve tempo di tre dei suoi membri (Vidal, Gaona e Criado).

## Stile
I sei pittori del nucleo centrale del gruppo avevano formazioni, dedizioni, stili e inquietudini diverse, ma mantennero una stretta relazione per anni. Félix Cuadrado Lomas ha influenze cubiste, con il paesaggio come tema ricorrente e un uso calcolato del colore. Jorge Vidal, cileno che arriva a Valladolid nel 1967, sviluppa un'opera caratterizzata da una vivace astrazione colorista. La pittura astratta di Domingo Criado è espressionista ed emotiva. Gabino Gaona realizza anche una pittura espressionista e colorista, con il paesaggio castigliano come tema che condivide con il gruppo e che lo lega in modo particolare a Cuadrado Lomas. Francisco Sabadell, il più anziano di tutti e il primo a morire, concentrò la sua pittura sul paesaggio e collegò il gruppo al mondo della poesia. Infine, l'artista e gallerista Fernando Santiago "Jacobo", fornì gli spazi in cui si sviluppò l'attività del gruppo e sviluppò lui stesso un'opera in cui, ancora una volta, il paesaggio e il colore, forse i leitmotiv del gruppo, sono protagonisti.

## Tematica
Gli artisti del Gruppo Simancas condividono una particolare attenzione all'espressività del colore, ma i temi e gli stili sono vari, dal cubismo all'espressionismo, passando per l'astrazione. Ovviamente, ci sono scambi e influenze reciproche, e in diversi casi una formazione comune precoce, che si estende anche ad artisti vicini al gruppo ma che non ne fecero parte in senso stretto. Se si può parlare di un tema comune, una fonte condivisa, forse sublimata nella pittura di molti di questi artisti, essa è il paesaggio castigliano:

## Influenze
Nella pittura del gruppo sono presenti influenze delle più diverse, a partire dalle avanguardie della prima parte del XX secolo e dalla École de Paris. Si possono individuare tracce del fauvismo, del cubismo, dell'espressionismo tedesco e viennese e dell'espressionismo astratto americano. Come si legge nel volantino della mostra del Museo Patio Herreriano del 2011:

## Opera
Nella retrospettiva del 2011, quando alcuni dei suoi membri erano già deceduti, furono esposte 72 opere, oggi conservate in collezioni pubbliche e private. La mostra fu corredata dal relativo catalogo.